# Enzo rei de Sardenya
Enzo rei de Sardenya (Palerm, 1224 - Bolonya, 14 de març de 1272). Fill natural de l'emperador Frederic II de Hohenstaufen i de Bianca Lancia i germà de Manfred I de Sicília i de Suàbia, i de Constança II de Hohenstaufen, esposa de l'emperador Joan III.
Fou el puntal del seu pare en la lluita per al restabliment de l'Imperi i un dels més famosos caps del partit dels gibel·lins, conegut a Itàlia tant per les seves proeses com desventures. Encara molt jove el 1238, casà amb Adelàsia de Massa, hereva dels senyorius sards de Torres i Gallura, i vídua del patrici Ubald I. Aquest matrimoni, a causa de les mires polítiques de l'emperador, li'n donà a aquest motiu per a crear el regne de Sardenya sota el ceptre del seu fill.
Poc temps va romandre Enzo en els seus Estats, marxà a Itàlia per ajudar el seu pare, i nomenat per aquest vicari general de la Llombardia, es posà al capdavant de les tropes i s'apoderà de Ferrara, motivant aquesta conquesta l'excomunió que contra ell li llençà Gregori IX. Continuà Enzo la guerra i es feu senyor de diverses places de l'Úmbria, entre elles Foligno, Viterbo, Orta, Civita Castellana, Sutri i Montefiascone, i amb l'esquadra armada per Frederic II de Sicília, junt amb la pisana, comandada per Ugolino Buzzacherino, derrotà en La Melosia a la genovesa comandada per Malocello, el qual conduïa a Roma als cardenals, bisbes i diputats cridats pel Papa per a celebrar el Concili del Laterà; 27 galeres enemigues foren ensorrades al fons del mar, 19 apressades, junt amb 4.000 genovesos i diversos cardenals i prelats, que, conduïts a Pisa, foren reduïts a presó en el castell de la catedral.
El 1243 va socórrer Savona amenaçada per la república de Gènova, i reclamat per la Llombardia, es distingí en el setge de Parma, i al lliurar la batalla de Fossalta ajudant als gibel·lins de Mòdena contra els bolonyesos conduïts pel seu podestá Filippo Ugoni, aquests restaren victoriosos i Enzo caigué presoner, sent conduït a Bolonya, el senat de la qual ciutat votà una llei per a impedir que mai fos posat en llibertat (1249). Durant els vint-i-dos anys que durà el seu captiveri, ja que les súpliques i amenaces del seu pare no aconseguiren de tornar-li la llibertat, no obstant Enzo fou tractat pels bolonyesos amb tota classe de consideracions, ocupant les millors habitacions del palau del podestà, on rebia visites de la noblesa la qual prenia part en els seus jocs i distraccions.
Enzo en la seva captivitat cultiva la poesia, conservant-se d'aquest malaventurat príncep una cançó en la Raccolta dei poeti antichi de Guinta i un sonet que publicà Crescimbeni, el qual també parla d'altres poesies que es conserven manuscrites. La seva història fou contada per Tassoni, que va fer d'Enzo un dels principals personatges de la seva Secchia rapita. S'enamorà de Lucia Vendagoli, amb la qual es casà, ja que el Papa havia anul·lat el seu primer matrimoni, i d'aquest enllaç va néixer un fill, que fou el tronc de la cèlebre família Bentivoglio.
El 1269 els seus amics Asinelli i Raiverio tractaren perquè s'escapolís, però fou descobert. Mort el seu pare i el seu germà Manfred, la seva família en completa desgracia per l'enemistat del Papa i ell sense esperances de recobrar la llibertat, li produïren una depressió general que li ocasionà la mort. Després de sumptuosos funerals, s'aixecà una tomba corresponent a la seva categoria en l'església de Sant Domènec.